# Hypopomyrmex bombiccii
Hypopomyrmex bombiccii är en myrart som beskrevs av Carlo Emery 1891. Hypopomyrmex bombiccii ingår i släktet Hypopomyrmex och familjen myror. Inga underarter finns listade i Catalogue of Life.